# لويس بامفورد
لويس بامفورد (بالإنجليزية: Lewis Bamford)‏ (1997 بنيوبورت في المملكة المتحدة - ) هو لاعب كرة قدم بريطاني في مركز الوسط. لعب مع نيوبورت كونتي.

## وصلات خارجية
- لويس بامفورد على موقع قاعدة بيانات كرة القدم.إي يو (الإنجليزية)
- لويس بامفورد على موقع Soccerbase.com (لاعب) (الإنجليزية)